# 死亡客機
《死亡客機》（英語：Flight of the Living Dead: Outbreak on a Plane）是2007年上映的一部殭屍片，導演是史考特·湯瑪斯。有點類似《飛機上有蛇》，只是把蛇換成殭屍。

## 劇情
一群躲避美國中央情報局追捕的科學家，搭上一班從洛杉磯飛到巴黎的客機747，並偷運一名科學家的屍體上機。這名科學家的屍體有一種基因改造病毒。當飛機遇在風暴，狂雷閃電間，冷藏系統在碰撞間失效，病毒逼使屍體甦醒。
它攻擊防守的警衛，把他感染變成殭屍。兩名負責運送的科學家去貨艙查看情形時也遭攻擊變成殭屍，然後爬上客艙，攻擊乘客和空服員。被攻擊的人全部遭受感染變成殭屍，機上秩序陷入失控，機長得悉後令飛機轉向返回美國。
未被感染的乘客，現在為生存而合作，但他們並不知道美國政府不可能允許受感染的飛機降落，他們想在病毒肆虐地面前消失於空中。未被感染的乘客有：職業球員貝利（Capt. Ray Banyon）和他的妻子安娜（Anna Freeman）、警察巴羅斯（Truman Burrows）、藝術家法蘭克（Frank Strathmore）、空中治安官保羅（Paul Judd）和女空服員梅根（Megan）。他們必須重新控制飛機，以免被緊跟在後的戰鬥機摧毀。巴羅斯、法蘭克和比利等人從機尾出發到駕駛艙。途中貝利被咬傷，但為了要與妻子安娜一起行動而留守。不幸的是，在近距離戰鬥時，安娜也被咬傷。他們意識到自己受到感染，即將變成殭屍，所以走向機門，在耗盡彈藥後吸引殭屍，然後強行打開機門，跟幾個殭屍一起被吸出飛機。
法蘭克和巴羅斯抵達駕駛艙，殺死成為殭屍的副機長，試圖不讓飛機被戰鬥機摧毀。他們最後控制飛機，令導彈沒有直接命中飛機，藉此讓戰鬥機知道飛機上還有生存者。但導彈將機體炸出一個洞，附近殭屍都飛出機外。最終，法蘭克和巴羅斯控制飛機，並在拉斯維加斯附近山區成功降落，他們與梅根、保羅存活下來，往城市出發。但緊跟其後的還有4個殭屍，蹣跚地走向城市。

## 主要演員
| 演員               | 角色                        |
| ------------------ | --------------------------- |
| David Chisum       | 巴羅斯（Truman Burrows）    |
| Kristen Kerr       | 梅根（Megan）空姐           |
| Kevin J. O'Connor  | 法蘭克（Frank Strathmore）  |
| Derek Webster      | William "Long Shot" Freeman |
| Raymond J. Barry   | 貝利(Capt. Ray Banyon）     |
| Dale Midkiff       | Dr. Lucas Thorp             |
| Erick Avari        | Leo Bennett                 |
| Richard Tyson      | 保羅（Paul Judd）           |
| Sara Laine         | 卡拉（Cara）                |
| Mieko Hillman      | 泰西（Stacy）空姐           |
| Siena Goines       | 安娜（Anna Freeman）        |
| Laura Cayouette    | Dr. Kelly Thorp             |
| Todd Babcock       | 1st Officer Randy Stafford  |
| Brian Ames         | Tony                        |
| Ashley Bashioum    | Jackie                      |
| Brian Kolodziej    | Peter                       |
| David Feldman      | Porter                      |
| Heidi Marnhout     | 艾美莉 (Emily) 空姐         |
| Tucker Smallwood   | Col. Wolff                  |
| David Spielberg    | Dr. Conroy                  |
| Cliff Weisman      | Dr. Sebastian               |
| [Michael Tomlinson | Madison                     |
| Ingrid Raines      | Tammy                       |
| Claudia Katz       | 修女                        |
| Eric Price         | Ted                         |
| Rick Murken        | 飛行員                      |

## 外部連結
- （英文） 互联网电影数据库（IMDb）上《Living Dead: Outbreak on a Plane》的资料（英文）
- （英文） Flight of the Living Dead: Outbreak on a Plane at Upcominghorrormovies.com
- （英文） bloodyhorrortimetunnel.com, Flight of the Living Dead(2006) reviewed by Tony Bernardini[永久]